# Kalterer Böhmer
Der Kalterer Böhmer ist eine Sorte des Kulturapfels (Malus domestica). Alternativ gebrauchte Namen sind Mantuaner, Apfel aus Mantua und Rosa Mantovano.
Er gilt als sehr guter Winterapfel für den Frischverzehr. Engelbrecht beschrieb seine Form als flachrund mittelbauchig mit ungleichen Hälften, seine Farbe als hellgrünlichgelb, später fast wachsartig gelb mit sonnenwärts leuchtend rotem Überzug ohne Streifen und seinen Geschmack als edel rosenapfelartig gewürzt, mild weinig und nicht viel weniger süß.
Zeitweise war der Kalterer Böhmer Hauptsorte des Erwerbsanbaus in Südtirol. Er stand dort im Jahr 1929 für 28 Prozent der gesamten Anlieferungsmenge. Mit der Zunahme des Apfelanbaus in Südtirol wuchs bis in die 1950er Jahre hinein auch der Anbau dieser Sorte weiter. Danach wurde der Kalterer Böhmer jedoch von anderen Sorten verdrängt und hat heute im Erwerbsanbau keine Bedeutung mehr.